# Рајка Баковић
Рајка Баковић (Оруро, 23. септембар 1920 — Загреб, 29. децембар 1941), студент, учесница Народноослободилачке борбе и народни херој Југославије.
Заједно са својом сестром Зденком била је позната загребачка илегалка (сестре Баковић), њихова породична трафика у Николићевој улици била је место за везу загребачких илегалаца на почетку Другог светског рата.

## Биографија
Гимназију је учила у Загребу и ту се повезала са радничком омладином, која је уз помоћ револуционарних студената, оснивала илегалне кружоке и скојевске ћелије у загребачким средњим школама. Године 1938. примљена је у чланство СКОЈ-а. Школске 1938/39. године уписала се на Филозофски факултет и активно учествовала у свим акцијама студената Загребачког свеучилишта.
Рајка се нарочито активирала у припремама за изборе 1939. године. Цела њена породица (старија сестра Зденка, браћа Јерко и Младен и мајка) била је активна у свим организацијама радничког покрета - од СКОЈ-а и КПЈ до УРССЈ-а и напредног женског и студентског покрета. Била је позната свим загребачким комунистима. Њихов стан постао је стециште револуционарне омладине, радника и интелектуалаца. У њему су се одржали многи састанци, а од 1939. године, када је породица купила трафику у Николићевој улици, истој је сврси служила и трафика. Та трафика снабдевала је материјалом и Технику Централног комитета Комунистичке партије Хрватске, у којој је радио Рајкин брат Јерко, тада већ члан Комунистичке партије Југославије.
Рајка је била омиљена међу студентима Загребачког свеучилишта, али није остала непозната ни полицији. После окупације Краљевине Југославије, због учешћа у 27. мартовским демонстрацијама компромитована је на Свеучилишту, па се привремено морала склонити на Брач. Тамо се повезала са партијском организацијом и активно учествовала на припремама устанка.
У јесен 1941. године, Рајка се враћа у Загреб, где се опет укључује у партијски рад. Делује илегално, заједно са својом сестром Зденком. У њиховом стану је било складиште партијског материјала и забрањене литературе некадашње књижаре „Култура“. Ту су били спискови претплатника те књижаре, машине за умножавање и друго. Њихова трафика је тада била главна веза Централног комитета КП Хрватске, и један од најважнијих загребачких партијских пунктова. Рајка обавља курирску службу, путујући до Београда и других градова, а уједно се ангажовала и у акцијама ударних омладинских група. Учествовала је у акцији паљења стадиона у Загребу.
Ноћу 20. децембра 1941. у стан породице Баковић упали су агенти полиције, извршили преметачину и ухапсили Зденку, Рајку и брата Младена. Обе сестре су подвргнуте тортурама. Ноћу су мучене, а дању су одвођене у трафику у намери да полиција открије партијске везе - али узалуд. Нити су кога потказале у трафици, нити су полицији рекле иједну реч. Рајка је једино успело да кући пошаље поруку: „Грозно нас муче, не могу више“.
Рајка је 24. децембра превезена у болницу у Виноградској улици, а Зденка је сутрадан, видевши да нема сестре, искористила моменат непажње својих чувара, отргнула се од агената и бацила с четвртог спрата истражног затвора у Звонимировој улици. Рајка је, неколико дана касније, 29. децембра 1941. године, у болници загребачког затвора умрла, од последица мучења.
Указом председника ФНР Југославије Јосипа Броза Тита 24. јула 1953. проглашена је за народног хероја.

## Наслеђе
Све до 1990-их постојала је мала уличица, Пролаз сестара Баковић, у најужем центру града Загреба. На валу револуционарно-демократских промена тих година и затирања било каквих комунистичких обележја, што је тад било врло модерно, сестре Баковић су изгубиле улицу, а добио ју је предратни просјак Мишкец (правим именом Михаел Ердец; Мишкецов пролаз) који је у том пролазу био инвентар 1930-их. Та помало необична одлука тадашњег сазива Одбора за именовање насеља, улица и тргова загребачке Градске скупштине, изазивала је у делу јавности којекакве реакције, од подсмеха до отворених револта.
Концептуална уметница Сања Ивековић поставила је, у склопу своје уметничке акције „Операције:град 2008“, рад „Тко су биле сестре Баковић?“. Спомен плочу коју грађани могу сами исписивати, наместо старе уништене плоче сестрама Баковић у Мишкецовом пролазу.. На иницијативу ХНС-а (трећу у низу), Одбор за именовање насеља, улица и тргова загребачке Градске скупштине једногласно је донео одлуку 2009. да се Мишкецов пролаз преименује поновно у Пролаз сестара Баковић

## Фотогалерија
- Бисте сестара Баковић у истоименој улици у Загребу, рад Ивана Саболића
- Споменик сестрама Баковић у Нишу
- Орден народног хероја